# Icadyptes salasi
Chim cánh cụt khổng lồ tiền sử (Danh pháp khoa học: Icadyptes salasi) là một loài chim cánh cụt đã bị tuyệt chủng thuộc họ Spheniscidae, chúng là những con chim cánh cụt có kích cỡ bằng con người đã xuất hiện ở Nam Mỹ khoảng 35 triệu năm trước, chúng thậm chí không cần có băng để tồn tại. Là Chim cánh cụt khổng lồ một thời cai trị sa mạc Peru. Con chim cánh cụt Icadyptes salasi đáng sợ cao 5 fit (1.5 m) sống cách đây 36 triệu năm trước. Đại học North Carolina đã phát hiện hai loài chim cánh cụt khổng lồ dựa trên hóa thạch khai quật được ở sa mạc Atacama tại Peru, đẩy lùi thời điểm chim cánh cụt di cư xuống vùng xích đạo thêm 30 triệu năm – một trong những giai đoạn ấm nhất trong suốt 65 triệu năm qua. 